# 松浦市立鷹島小学校
松浦市立鷹島小学校（まつうらしりつ たかしましょうがっこう、Matsuura City Takashima Elementary School）は、長崎県松浦市鷹島町中通免にある公立小学校。

## 概要
歴史
1874年（明治7年）に創立。2014年（平成26年）には創立140周年を迎えた。
校章・校歌
校区
「長崎県松浦市鷹島町」全域。中学校区は松浦市立鷹島中学校。

## 沿革
- 1874年（明治7年）7月7日 - 第五大学区長崎県管下第四中学区[2]松浦郡の小学校として「遠通小学校」が中通免の旧庄屋跡に設置される。
- 1878年（明治11年）- 郡制の施行により、北松浦郡に属することとなる。
- 1883年（明治16年）6月 -初等科を設置し、「公立初等遠通小学校」に改称。
- 1887年（明治20年） - 前年の小学校令の施行により、簡易科を設置の上「簡易遠通小学校」に改称。
- 1893年（明治26年）- 「遠通尋常小学校」に改称。尋常科（修業年限4年）と補習科（修業年限3年）を設置。
- 1894年（明治27年）4月1日 - 三里分教場を設置。尋常科1～4年までの複式1学級。
- 1903年（明治36年）- 第一校舎を新築。
- 1905年（明治38年）
  - 4月1日 - 黒島分教場を設置。
  - 6月 - 阿翁尋常小学校[3]を統合し、「鷹島尋常小学校」に改称。阿翁分教場を設置。
- 1906年（明治39年）9月 - 高等科を併置し「鷹島尋常高等小学校」に改称。
- 1908年（明治41年）4月1日 - 小学校令の改正により、義務教育年限（尋常科の修業年限）が4年から6年に延長される（尋常科6年・高等科2年）。
  - 旧高等科1年を尋常科5年に、旧高等科2年を尋常科6年に、旧高等科3年を高等科1年に、旧高等科4年を高等科2年に振り替えた。
- 1909年（明治42年）- 第二校舎が完成。
- 1915年（大正4年）5月24日 - 鷹島農業補習学校が併置される。
- 1922年（大正11年）- 併置の農業補習学校が「鷹島実業補習学校」に改称。
- 1926年（大正15年）- 併置の実業補習学校が青年訓練認定となる。
- 1928年（昭和3年）- 第三校舎が完成。
- 1936年（昭和11年）4月1日 - 前年施行の青年学校令により、併置の鷹島実業補習学校が「鷹島青年学校」に改称。
- 1941年（昭和16年）4月1日 - 国民学校令の施行により、「鷹島村国民学校」に改称。尋常科を初等科に改称（初等科6年・高等科2年）。
- 1946年（昭和21年）4月 - 国民学校としての児童数が最大の1,055名（尋常科844名、高等科211名）を記録する。
- 1947年（昭和22年）4月1日 - 学制改革（六・三制の実施）が行われる。
  - 鷹島村国民学校の初等科が改組され、「鷹島村立鷹島小学校」となる。3か所の分教場をそれぞれ分校に改称（三里分校・黒島分校・阿翁分校）。
  - 鷹島村国民学校の高等科と青年学校の普通科が改組され、「鷹島村立鷹島中学校」（新制中学校）が発足。
    - 中学校校舎が完成するまでの間、小学校の教室の一部（1棟3教室）を中学校に貸与、午前・午後に分けた二部授業が実施される。
- 1949年（昭和24年）3月 - 中学校の校舎が完成し、移転を完了。これにより併設を解消。
- 1954年（昭和29年）4月 - 学校図書館を設置。
- 1959年（昭和34年）4月 - 本校と分校を合計した児童数が最大の1,017名[4]を記録する。
- 1960年（昭和35年）
  - 4月 - 本校のみの児童数が1947年（昭和22年）の学制改革後最大の637名（15学級）を記録する。
  - 10月 - 学校池の噴水を設置。
- 1961年（昭和36年）8月 - 西側井戸を新設。
- 1962年（昭和37年）1月 - 学校放送設備を導入。
- 1964年（昭和39年）
  - 3月 - 森通学路を整備。
  - 4月 - 里道通学路を整備。
- 1965年（昭和40年）
  - 5月 - 鷹島村簡易水道を学校に引き入れる。
  - 6月 - 第六校舎3教室と第四校舎2教室を解体。
  - 12月 - 新校舎（第一期工事）が完成。
- 1967年（昭和42年）
  - 1月 - 第二校舎4教室と第四校舎2教室を解体。
  - 3月 - 新校舎裏に棕梠を植樹。
- 1968年（昭和43年）
  - 2月 - 第二期工事が完了。
  - 4月 - 第四校舎（1教室）を解体。
  - 7月 - 第四校舎（1教室）を解体。
- 1969年（昭和44年）
  - 4月15日 - 第三期工事が完了。
  - 6月7日 - 校門が完成。
- 1972年（昭和47年）2月29日 - 運動場を拡張。
- 1973年（昭和48年）2月23日 - 体育館が完成。
- 1974年（昭和49年）
  - 3月31日 - 三里分校を廃止。
  - 4月20日 - 長崎県立松浦高等学校鷹島分校の旧校舎跡に学校給食共同調理場が完成。
  - 5月1日 - 本校と阿翁分校で完全給食を開始。
  - 11月29日 - 創立100周年記念式典を挙行。

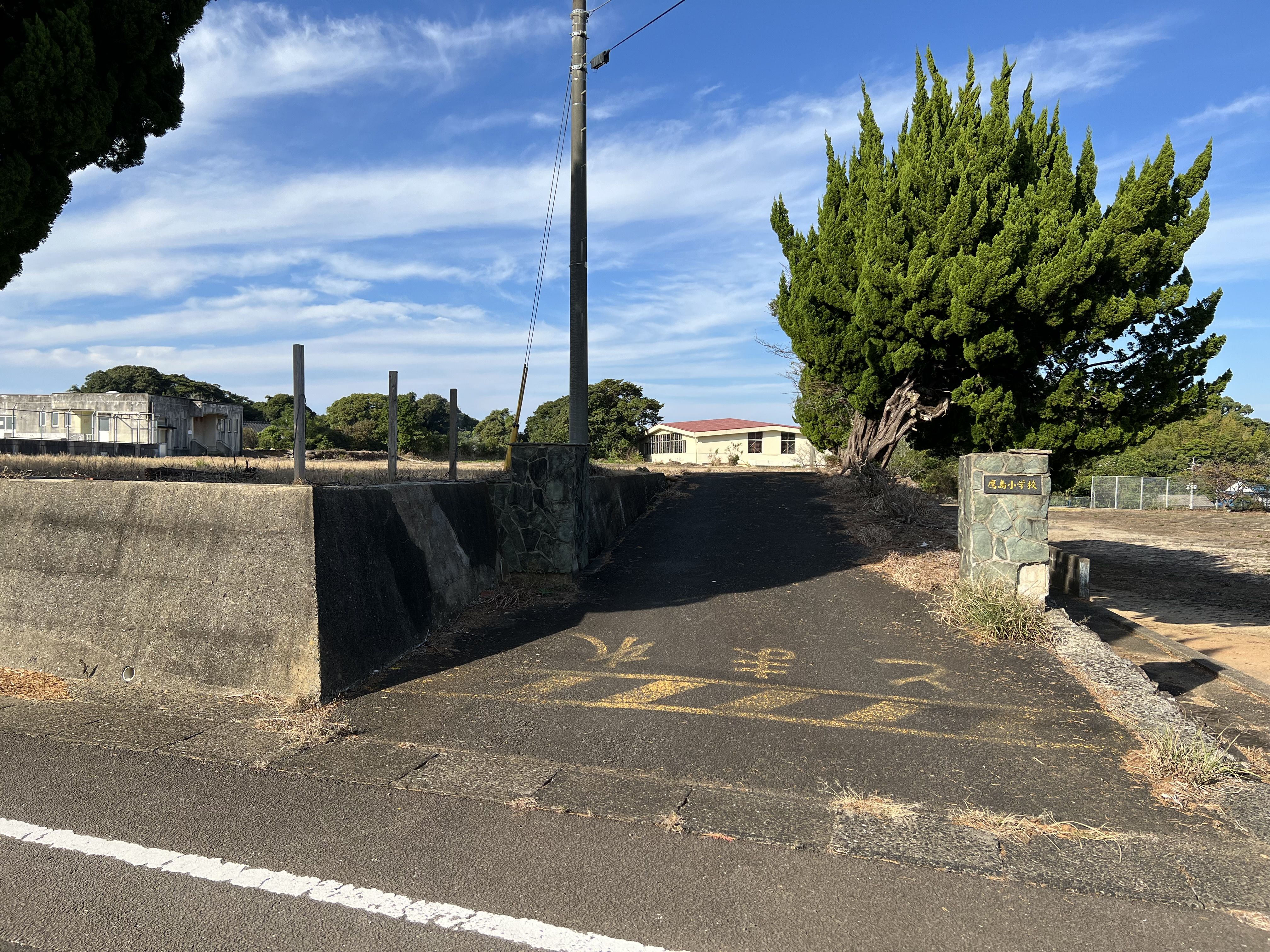
旧校地

- 1975年（昭和50年）1月1日 - 町制施行により「鷹島町立鷹島小学校」に改称。
- 1997年（平成9年）3月31日 - 阿翁分校を廃止。
- 2000年（平成12年）3月31日 - 黒島分校を休校とする。
- 2006年（平成18年）1月1日 - 松浦市への編入により、「松浦市立鷹島小学校」（現校名）に改称。
- 2009年（平成21年）3月31日 - 休校中であった黒島分校を廃止。
- 2021年（令和3年）4月1日 - 現在地に校舎を改築の上、移転を完了[5]。

## アクセス
最寄りのバス停
- 昭和自動車（昭和バス）「里入口」バス停

最寄りの国道・県道
- 長崎県道158号鷹島線

## 周辺
- 松浦市役所 鷹島支所（旧・鷹島町役場）
- 松浦市立鷹島中学校

## 関連事項
- 長崎県小学校一覧